# 21375 Fanshawe
21375 Fanshawe è un asteroide della fascia principale. Scoperto nel 1997, presenta un'orbita caratterizzata da un semiasse maggiore pari a 2,1575370 UA e da un'eccentricità di 0,0412168, inclinata di 3,93992° rispetto all'eclittica.